# Пруцев Даниїл Ігорович
Даниїл Ігорович Пруцев (рос. Дани́л И́горевич Пру́цев, нар. 25 березня 2000, Мостовський, Росія) — російський футболіст, півзахисник московського «Спартака» та національної збірної Росії.

## Ігрова кар'єра

### Клубна
Даниїл Пруцев починав займатися футболом в клубній академії «Краснодара». У 2015 році футболіст приєднався до молодіжної команди «Чертаново». Саме в складі «Чертаново» Пруцев дебютував на професійному рівні. 3 серпня 2017 року у Другій лізі.
В липні 2020 року футболіст перешов до самарських «Крил Рад». Та вже у  вересні 2020 року Пруцев перейшов до «Сочі» і 12 вересня у матчі проти «Ахмата» півзахисник зіграв першу гру в Прем'єр-лізі. Відігравши в команді сезон, влітку 2021 року Пруцев повернувся до самарського клубу.
В січні 2022 року Пруцев перейшов до московського «Спартака», з яким підписав контракт до червня 2026 року. Першу гру в новій команді Даниїл провів 2 березня у кубковому матчі проти «Кубані». В тому ж сезоні Пруцев разом з командою виграв Кубок Росії.

### Збірна
Даниїл Пруцев пройшов через всі вікові категорії юнацьких збірних Росії. 23 березня 2023 року у товариському матчі проти команди Ірану Пруцев дебютував у складі національної збірної Росії.

## Титули
Крила Рад
- Переможець Першої ліги: 2020/21[9]

Спартак
 Переможець Кубка Росії: 2021/22